# Губернатор Эвенкийского автономного округа
Губернатор Эвенкийского автономного округа — высшее должностное лицо бывшего субъекта России Эвенкийского автономного округа.
Последним губернатором Эвенкийского автономного округа был Борис Золотарёв, 1 января 2007 года этот регион и Таймырский автономный округ стали частью нового субъекта — Красноярского края.

## История
Первым губернатором Эвенкийского автономного округа был Анатолий Якимов, получивший должность 18 декабря 1991 года (до июля 1998 года — должность  именовалась глава администрации Эвенкийского автономного округа). На губернаторских выборах 22 декабря 1996 Анатолий Боковиков (35,52 %) опередил действующего губернатора Якимова (34,62 %) на 74 голоса, после чего второй оспорил итоги выборов. После того, как окружной избирком рассмотрел 40 жалоб выборы были признаны недействительными из-за нарушений правил агитации со стороны Боковикова, на повторном голосовании вновь победил Боковиков, получивший 49,00 % голосов, опередив Якимова на 666 голосов. 
Позже на выборах победил Борис Золотарёв, в 2005 депутаты парламента округа проголосовали за его кандидатуру, продлив срок его полномочий на 5 лет, однако 1 января 2007 года Эвенкийский автономный округ прекратил своё существование.

## Список губернаторов
| Место | Место | Фото | Имя                             | Партия                                                                          | Срок полномочий                  |
| ----- | ----- | ---- | ------------------------------- | ------------------------------------------------------------------------------- | -------------------------------- |
|       | 1.    |      | Анатолий Якимов (1949–2013)     | «Наш дом — Россия»                                                              | 18 декабря 1991 — 21 апреля 1997 |
|       | 2.    |      | Александр Боковиков (1956–2010) | поддержан НПСР на выборах «Наш дом — Россия» (1997—2000) «Единство» (2000—2001) | 21 апреля 1997 — 21 апреля 2001  |
|       | 3.    |      | Борис Золотарёв (1953–)         | «Единая Россия»                                                                 | 21 апреля 2001 — 31 декабря 2006 |